# Stanisław Antoni Zamoyski
Hrabia Stanisław Antoni Zamoyski herbu Jelita (ur. 14 maja 1834 w Warszawie, zm. 10 maja 1881) – polski arystokrata, działacz społeczny i polityczny, zesłany w głąb Imperium Rosyjskiego.

## Życiorys
Urodził się w rodzinie Andrzeja Artura Zamoyskiego (działacza politycznego i gospodarczego w Królestwie Polskim, przedstawiciela pracy organicznej) oraz Róży Potockiej (ur. 16 czerwca 1802 w Tulczynie – zm. 27 października 1862 w Warszawie).
Członek Towarzystwa Rolniczego w Królestwie Polskim w 1858 roku.
19 września 1863 roku, z okien poddasza należącego do jego ojca Pałacu Zamoyskich w Warszawie, gdzie mieszkał, zrzucono kilka bomb na przejeżdżający ulicą Nowy Świat powóz namiestnika Królestwa Polskiego – gen. Fiodora Berga. Zamachu dokonano prawdopodobnie z inspiracji członka Rządu Narodowego i naczelnika wojskowego miasta stołecznego Warszawy – Ignacego Chmieleńskiego, przygotowany był przez Włodzimierza Lempke i Pawła Landowskiego. Mimo że wybuch zranił jedynie kilka koni z eskorty i towarzyszącego Bergowi adiutanta, wojsko rosyjskie wzięło odwet na mieszkańcach budynku. Choć ojciec Stanisława, hrabia Andrzej Zamoyski, z zamachem nie miał nic wspólnego, musiał opuścić Królestwo Polskie, a jego majątek skonfiskowano.
Stanisław Antoni Zamoyski za rzekomy udział w tym zamachu został uwięziony na Cytadeli Warszawskiej i skazany na 8 lat ciężkich robót oraz pozbawiony tytułów. Pod wpływem starań rodziny, zamieniono mu karę na pobyt w guberni permskiej, a potem woroneskiej. W czasie powrotu zatrzymał się w Niżnym Nowogrodzie.
Zmarł 10 maja 1881 roku. Został pochowany na cmentarzu Rakowickim.